# Pterolophia lombokensis
Pterolophia lombokensis là một loài bọ cánh cứng trong họ Cerambycidae.